# Episodi di Cambio di direzione
La prima stagione della serie televisiva Cambio di direzione è distribuita settimanalmente dal 16 aprile 2021 al 18 giugno 2021 sulla piattaforma di video on demand Disney+, in tutti i paesi in cui il servizio è disponibile.
| nº | Titolo originale         | Titolo italiano           | Pubblicazione  |
| -- | ------------------------ | ------------------------- | -------------- |
| 1  | Pilot                    | Una nuova opportunità     | 16 aprile 2021 |
| 2  | The Marvyn Korn Eﬀect    | L'effetto Marvyn Korn     | 23 aprile 2021 |
| 3  | TCKS                     | TCKS                      | 30 aprile 2021 |
| 4  | Great in the Living Room | Un ottimo negoziatore     | 7 maggio 2021  |
| 5  | This is Our House        | Questa è la nostra casa   | 14 maggio 2021 |
| 6  | Carlsbad Crazies         | Carlsbad Crazies          | 21 maggio 2021 |
| 7  | Kalm Korn                | La statua                 | 28 maggio 2021 |
| 8  | Everything to Me         | Più importante del basket | 4 giugno 2021  |
| 9  | Beth MacBeth             | Beth MacBeth              | 11 giugno 2021 |
| 10 | Marvyn's Playbook        | Il gioco del sacrificio   | 18 giugno 2021 |

## Una nuova opportunità
- Titolo originale: Pilot
- Diretto da: Bill D'Elia
- Scritto da: David E. Kelley & Dean Lorey Brad Garrett (sceneggiatura), David E. Kelley & Dean Lorey (soggetto)

### Trama
Marvyn Korn, allenatore di basket, è stato appena licenziato dalla Divisione 1 della NCAA poiché, in uno scatto di rabbia, ha lanciato una sedia contro un arbitro. Il suo agente riesce a trovargli un lavoro in California come coach della squadra di basket della Westbrook School, un liceo per ragazze. Marvyn fa la conoscenza della preside del liceo, Sherilyn Thomas, e dell'assistente allenatrice Holly Barrett. Al primo allentamento della squadra conosce le ragazze, tra cui Louise Gruzinsky, talentosa ma presuntuosa giocatrice. Korn sospende dalla squadra Louise per il suo atteggiamento. Il padre di Louise, Larry, è il principale sponsor della squadra e chiede a Korn di far giocare sua figlia, ma Marvyn rifiuta. Marvyn parla con Louise, che gli spiega come suo padre le metta una forte pressione addosso in modo che possa ottenere una borsa di studio e andare a studiare in un'università importante. Alla sua prima partita Marvyn permette a Louise di sedere in panchina poiché in tribuna sono presenti alcuni talent scout. Durante la partita la squadra della Westbrook è continuamente in svantaggio e Korn cerca invano di spronare le giocatrici. Korn accetta di far giocare Louise per tentare di recuperare, ma la ragazza sbaglia l'ultimo tiro e la squadra perde. Nel frattempo, Marvyn cerca di riallacciare i rapporti con sua figlia Emma.
- Altri interpreti: Adam Arkin (Tim), Michael Trucco (Larry Gruzinsky), Tony Kornheiser (Tony Kornheiser), Michael Wilbon (Michael Wilbon), Deja Mattox (Savannah Gibson)

## L'effetto Marvyn Korn
- Titolo originale: The Marvyn Korn Eﬀect
- Diretto da: Bill D'Elia
- Scritto da: Alyson Fouse

### Trama
Marvyn si scontra con la professoressa Grint, che ritiene il basket secondario allo studio e vuole che le studentesse partecipino a una conferenza invece che allenarsi per l'imminente partita. Korn riesce a spuntarla, ma la preside Thomas impone a Marvyn di limitarsi a un allenamento al giorno. Marvyn cerca di far capire alle altre ragazze che devono avere più iniziativa, senza passare sempre la palla a Louise, e la stessa Louise impara a concedere più possibilità di tiro alle sue compagne. Per poter continuare ad allenarsi, le giocatrici decidono di ritrovarsi ogni mattina in un campo di basket esterno alla scuola insieme a Marvyn e Holly, evitando così di andare contro le direttivi della preside. Emma propone a Maryn di andare a vivere con lui per permettere a sua madre di trasferirsi per lavoro in Italia. Marvyn rifiuta, ma quando viene a sapere che Mouse è orfana di padre capisce che Emma ha bisogno di lui e accetta la proposta della figlia.
- Altri interpreti: Toks Olagundoye (Terri Grint), Michael Trucco (Larry Gruzinsky), Amy Pietz (Caren Korn), Emery Kelly (Dylan), Chantz Simpson (Felix), Ian Ousley (Bodhi)

## TCKS
- Titolo originale: TCKS
- Diretto da: Ron Underwood
- Scritto da: Cary Bickley

### Trama
- Altri interpreti: Toks Olagundoye (Terri Grint), Darcy Rose Byrnes (Harper), Dale Whibley (Lucas Gruzinsky), Emery Kelly (Dylan), Ian Ousley (Bodhi), Maddy Caddell (Kelsey), Van Epperson (pastore)

## Un ottimo negoziatore
- Titolo originale: Great in the Living Room
- Diretto da: Bola Ogun
- Scritto da: Chris Marrs

### Trama
Marvyn scopre che Harper ha pubblicato una video-intervista a giocatrici e insegnanti in cui parlano positivamente di lui e ha paura che il video possa intaccare la sua reputazione di uomo tosto e grintoso. Nel frattempo Olive, sognando di diventare una influencer, si incontra con la rappresentante di Hanakia Swimwear, un marchio di abbigliamento, per una collaborazione pubblicitaria su Instagram e firma il contratto senza leggerlo. Quando scopre che l'azienda è accusata di sfruttare i lavoratori, strappa il contratto e pubblica un video di scuse; l'azienda tuttavia fa causa a Olive, che è costretta a rivelare di non essere ricca come aveva fatto credere. Marvyn parla con i genitori di Olive e offre una borsa di studio alla ragazza per aiutarla economicamente mentre Sherylin minaccia di portare in tribunale Hanakia Swimwear, che ritira la denuncia. Intanto Marvyn cerca di convincere a entrare in squadra Savannah Gibson, una ragazza di un'altra scuola, ma rinuncia quando capisce che così facendo metterebbe in secondo piano le ragazze.
- Altri interpreti: Kathleen Rose Perkins (Miss Goodwyn), Toks Olagundoye (Terri Grint), Lamont Thompson (Jack Gibson), Darcy Rose Byrnes (Harper Shapira), Dale Whibley (Lusa Gruzkinsky), Emery Kelly (Dylan), Chantz Simpson (Felix), Tammy Townsend (Mrs. Gibson), Sara Amini (Katrina), Christine Horn (Mrs. Cooper), Thomas Fowler (Mr. Cooper), Deja Mattox (Savannah Gibson)

## Questa è la nostra casa
- Titolo originale: This is Our House
- Diretto da: Viet Nguyen
- Scritto da: Leslie Schapira

### Trama
- Altri interpreti: Kathleen Ross Perkins (Miss Goodwyn), Michael Trucco (Larry Gruzinsky), Tricia Helfer (Mrs. Gruzinsky), Jan Hoag (Carol), Darcy Rose Byrnes (Harper), Dale Whibley (Lucas Gruzinsky), Emery Kelly (Dylan), Chantz Simpson (Felix), John Mariano

## Carlsbad Crazies
- Titolo originale: Carlsbad Crazies
- Diretto da: Ron Underwood
- Scritto da: Jacquie Walters

### Trama
Al termine di una lezione una studentessa, Kelsey, propone una petizione per rimuovere il nome "Gruzinsky" dalla palestra e molte studentesse decidono di boicottare l'imminente partita contro la Carlsbad. Marvyn viene a sapere che Randy Edmunds, un suo amico che lavora come talent scout, sarà in città per osservare Savannah Gibson e lo chiama per chiedergli di osservare anche Louise. Quest'ultima litiga con Destiny quando scopre che anche l'amica ha firmato la petizione. Durante l'allenamento Holly propone di spostare Louise come guardia tiratrice ma Marvyn non è d'accordo. Prima della partita la coach della Carlsbad prende in giro Marvyn e Louise. Durante la partita Marvyn ha uno scatto d'ira contro uno dei fan della Carlsbad e viene espulso. Holly sposta Louise nel ruolo di guardia tiratrice e le Sirens vincono la partita. Marvyn apre una scatola con gli oggetti di suo padre e scopre una fotografia del padre vicino a una sua statua. Louise fa pace con Destiny e firma lei stessa la petizione, e così l'insegna con il suo cognome viene tolta dalla palestra.
- Altri interpreti: Kathleen Rose Perkins (Maggie Goodwyn), Toks Olagundoye (Terri Grint), Jeffrey D. Sams (Randy Edmunds), Darcy Rose Byrnes (Harper Shapira), Dale Whibley (Lucas Gruzinsky), Daisha Graf (Angel), Damian Alonso (Jake Matthews), Camryn Manheim (Coach McCarthy), Maddy Caddell (Kelsey), Deja Mattox (Savannah Gibson), Jack Guzman (arbitro)

## La statua
- Titolo originale: Kalm Korn
- Diretto da: Barbara Brown
- Scritto da: Kim Newton

### Trama
Marvyn si fa consegnare a casa la sua statua, che era stata rimossa da alcuni contestatori. Emma decide di organizzare una festa. Holly rivela a Marvyn di voler diventare una coach. Maggie chiede a Marvyn di riflettere su quale sia il loro rapporto. Nel frattempo Marvyn chiama Sam, il suo agente, per trovare un nuovo lavoro. Marvyn e Holly vanno a cena fuori e Marvyn si scusa con l'amica per averla trattata male negli ultimi tempi. Prima di arrivare alla festa di Emma, Dylan bacia Louise, che non sa bene cosa provare. Alla festa arrivano anche alcuni dei fan della Carlsbad, tra cui Jake, che si scontra con Lucas. Jake e i suoi amici fanno cascare la statua di Marvyn ed Emma è costretta a chiamare il padre. Marvyn torna a casa e caccia tutti gli amici di Emma. Marvyn porta dei fiori a Maggie e le chiede di uscire nuovamente.
- Altri interpreti: Marla Gibbs (nonna di Destiny), Darcy Rose Byrnes (Harper Shapira), Dale Whibley (Lucas Gruzinsky), Keala Settle (Christina Winters), Daisha Graf (Angel), Emery Kelly (Dylan), Damian Alonso (Jake Matthews), Adam Arkin (Tim)

## Più importante del basket
- Titolo originale: Everything to Me
- Diretto da: Ron Underwood
- Scritto da: Erin Weller & Kate Heckman

### Trama
Marvyn scopre che qualcuno sta creando dei fotomontaggi ironici con protagonista la sua statua e si innervosisce. Emma, in punizione per la festa, è arrabbiata con il padre perché non le permette di vedere Lucas. Sherilyn scopre che Marvyn sta cercando un altro lavoro ma l'uomo la rassicura che resterà per tutto l'anno. Durante l'allenamento le ragazze giocano svogliatamente perché sanno che vinceranno facilmente la prossima partita. Emma partecipa al provino per il ruolo della protagonista nella recita scolastica; il ruolo viene però assegnato ad Harper, che è la figlia di Maggie. Destiny scopre che Angel, che credeva essere sua zia, è in realtà sua madre. Olive e Samantha ammettono di essere le autrici dei fotomontaggi, cosa che fa infuriare Marvyn. L'uomo porta le ragazze ad allenarsi all'aperto e le fa giocare contro una giocatrice professionista per far loro capire che non devono sottovalutare l'avversario; Olive e Samantha si riappacificano con Marvyn. Mouse confessa i suoi sentimenti ad Harper e le due ragazze si baciano. Holly ha un incidente e viene ricoverata in ospedale; Marvyn e le Sirens decidono di dare forfait per andare a trovarla.
- Altri interpreti: Kathleen Rose Perkins (Maggie Goodwyn), Toks Olagundoye (Terri Grint), Jeffrey D. Sams (Randy Edmunds), Eric Allan Kramer (Jerry), Darcy Rose Byrnes (Harper Shapira), Dale Whibley (Lucas Gruzinsky), Keala Settle (Christina Winters), Daisha Graf (Angel)

## Beth MacBeth
- Titolo originale: 	Beth MacBeth
- Diretto da: Barbara Brown
- Scritto da: Arielle Díaz

## Il gioco del sacrificio
- Titolo originale: Marvyn's Playbook
- Diretto da: Bill D'Elia
- Scritto da: Wendy Mericle e John R. Montgomery